# Étienne Néant
Étienne Néant (* 20. Mai 1960 in Saint-Germain-en-Laye; † 4. Januar 2003 in Allemond) war ein französischer Radrennfahrer.

## Sportliche Laufbahn
Néant war im Straßenradsport aktiv. Als Amateur gewann er 1981 die Route de France vor Fabien De Vooght, Paris–Épernay und die Tour du Gévaudan Occitanie.
Im Etappenrennen Grand Prix Guillaume Tell wurde er Dritter. Auch in der Tour de l’Avenir war er am Start, beendete die Rundfahrt jedoch nicht. Insgesamt erzielte er als Amateur mehr als 30 Siege. In der nationalen Straßenmeisterschaft der Amateure wurde Zweiter hinter Philippe Dalibard, ebenso bei Paris–Auxerre. Bei den Straßenradsport-Weltmeisterschaften 1981 wurde Néant 54. im Amateurrennen. 1981 wurde er mit der „Palmes d’or Merlin Plage“ geehrt, einer Auszeichnung für den besten französischen Amateur des Jahres. 
Von 1982 bis 1983 war er Berufsfahrer im Radsportteam Coop–Mercier–Mavic. Als Radprofi hatte er keine Erfolge. Danach startete er wieder als Amateur und gewann unter anderem Troyes–Dijon und wurde Zweiter im Circuit de Saône-et-Loire 1984.